# 廖秩玮
廖秩玮（?—?），江西德化县（今江西九江）人，清朝政治人物。进士出身。
咸丰二年（1852年），登进士。咸丰七年（1857年）接替陈庆长任华亭县知县一职，咸丰九年（1859年）由赵秉镕接任。